# Municipio de West Goshen
El municipio de West Goshen (en inglés: West Goshen Township) es un municipio ubicado en el condado de Chester en el estado estadounidense de Pensilvania. En el año 2000 tenía una población de 20 495 habitantes y una densidad poblacional de 663,9 personas por km².

## Geografía
El municipio de West Goshen se encuentra ubicado en las coordenadas 39°58′21″N 75°34′58″O / 39.97250, -75.58278.

## Demografía
Según la Oficina del Censo en 2000 los ingresos medios por hogar en la localidad eran de $71 055 y los ingresos medios por familia eran de $84 574. Los hombres tenían unos ingresos medios de $51 676 frente a los $36 783 para las mujeres. La renta per cápita de la localidad era de $32 487. Alrededor del 3,4% de la población estaba por debajo del umbral de pobreza.

## Educación
El municipio tiene la sede del Distrito Escolar del Área de West Chester.